# Terradillos
Terradillos település Spanyolországban, Salamanca tartományban. Terradillos Calvarrasa de Arriba, Villagonzalo de Tormes, Alba de Tormes, Valdemierque, Mozárbez és Arapiles községekkel határos. Lakosainak száma 3220 fő (2024).

## Népesség
A település népessége az elmúlt években az alábbi módon változott:
| Lakosok száma | 3046 | 3192 | 3389 | 3438 | 3371 | 3202 | 3053 | 3046 | 3094 | 3220 |
|               | 2001 | 2004 | 2007 | 2009 | 2012 | 2014 | 2017 | 2019 | 2022 | 2024 |